# Eduardo Garagorri
Eduardo Garagorri (Uruguai, 28 de maio de 1989) é um lutador brasilo-uruguaio de artes marciais mistas, formado em Direito, que atualmente compete na categoria peso-pena do Ultimate Fighting Championship, sendo o primeiro uruguaio contratado pelo UFC. Possui forte ligação com o Brasil.

## Biografia
Mudou-se para Curitiba após assinar contrato com o UFC e passou a treinar na equipe Evolução Thai, liderada por André Dida. É filho de um lutador brasileiro e uma advogada uruguaia, nascido na fronteira entre Livramento e Rivera; Garagorri, que possui dupla nacionalidade, afirmou que é "metade uruguaio" e "metade brasileiro".

## Carreira no MMA

### Início de carreira
Começando sua carreira em 2015, Garagorri compilou um recorde perfeito de 12-0 lutando por uma variedade de promoções regionais uruguaia e brasileira, antes de ser escalado pelo UFC para seu primeiro evento no Uruguai no UFC Fight Night: Shevchenko vs. Carmouche.

### Ultimate Fighting Championship
Garagorri fez sua estreia no UFC em 10 de agosto de 2019 no UFC Fight Night 156 - Shevchenko x Carmouche vencendo Humberto Bandenay e mantendo a invencibilidade. Perdeu a invencibilidade na segunda luta por finalização contra Ricardo Ramos.
Uma mudança de última hora foi feita no card do UFC Las Vegas 11, evento marcado para 19 de setembro de 2020. Garagorri ficou de fora da luta contra Mirsad Bektic por ter testado positivo para a COVID-19.

## Cartel no MMA
| Cartel no MMA   |             |            |
| 15 lutas        | 13 vitórias | 2 derrotas |
| Por nocaute     | 4           | 0          |
| Por finalização | 5           | 2          |
| Por decisão     | 4           | 0          |

| Res.    | Cartel | Oponente                   | Método                        | Evento                                 | Data       | Round | Tempo | Local             | Notas                |
| ------- | ------ | -------------------------- | ----------------------------- | -------------------------------------- | ---------- | ----- | ----- | ----------------- | -------------------- |
| Derrota | 13-2   | Darren Elkins              | Finalização (mata leão)       | UFC Fight Night: Santos vs. Teixeira   | 07/11/2020 | 3     | 2:22  | Las Vegas         |                      |
| Derrota | 13-1   | Ricardo Ramos              | Finalização (mata leão)       | UFC Fight Night: Błachowicz vs. Jacaré | 16/11/2019 | 1     | 3:57  | São Paulo         |                      |
| Vitória | 13-0   | Humberto Bandenay          | Decisão (unânime)             | UFC Fight Night 156                    | 10/08/2019 | 3     | 5:00  | Montevidéu        | Estreia no UFC       |
| Vitória | 12-0   | Stevens Diogo              | Finalização (Estrangulamento) | UDC Internacional - Duelo de Leones 4  | 18/05/2019 | 1     | 2:37  | Rio Grande do Sul | Última luta pelo UDC |
| Vitória | 11-0   | Agustin Marquez Tejera     | Nocaute Técnico (Socos)       | FF: Fronteira Fight 5                  | 09/03/2019 | 1     | 1:30  | Rivera            |                      |
| Vitória | 10-0   | Pablo Sepulveda            | Finalização (Heel Hook)       | UDC: Duelo de Leones Internacional     | 09/06/2018 | 1     | N/D   |                   |                      |
| Vitória | 9-0    | José Trindade              | Submissão                     | MMA International                      | 13/02/2018 | 1     | 2:40  |                   |                      |
| Vitória | 8-0    | Rafael Raul Peluffo Cossio | Finalização (Estrangulamento) | RXC 2 - Rivera Xtreme Challenge        | 20/10/2017 | 1     | 0:30  |                   |                      |
| Vitória | 7-0    | Daniel Ferreira dos Santos | Finalização (Estrangulamento) | ITS/Estádio Internacional da Tailândia | 22/04/2017 | 1     | 2:02  |                   |                      |
| Vitória | 6-0    | Nilton Gavião              | Decisão (Unânime)             | X-Fest MMA 9                           | 11/06/2016 | 3     | 5:00  |                   |                      |
| Vitória | 5-0    | Vinicius Trindade          | TKO (socos)                   | FF/Fronteira Fight 4                   | 16/04/2016 | 1     | 02:50 |                   |                      |
| Vitória | 4-0    | Victor Rodriguez           | Finalização (Braço-Triângulo) | DDL/Duelo de Leones                    | 30/01/2016 | 3     | 3:30  |                   |                      |
| Vitória | 3-0    | Manuel Boris               | Decisão (unânime)             | FCC/Final Conflict Championship        | 07/11/2015 | 3     | 5:00  |                   |                      |
| Vitória | 2-0    | Edson da Rosa              | TKO (socos)                   | FF/Fronteira Fight                     | 25/06/2015 | 1     | 0:40  |                   |                      |
| Vitória | 1-0    | Giuliano Primaz            | TKO (chute e socos)           | FF/Fronteira Fight                     | 21/03/2015 | 1     | 0:25  |                   |                      |